# إبراهيم قدري
إبراهيم قدري (2 أغسطس 1930 - 29 أبريل 1999) هو ممثل مصري.

## حياته ونشأته
ولد في حي السيدة زينب بالقاهرة 2 أغسطس 1930، وتوفي 29 أبريل 1999.
تخرج من كلية الحقوق جامعة فؤاد الأول، و لكن لحبه للفن ترك مهنة الحقوق.

## مسيرته
تعلق بالسياسة منذ صغره، وكافح ضد الإحتلال البريطاني على مصر، كان يتزعم المظاهرات ضد الإنجليز في عهد المملكة المصرية، وكان يقوم بطبع المنشورات وتوزيعها على المقاومة،.
كانت بداية المسيرة الفنية سنة 1961، في فيلم عاشور قلب الأسد، ثم شارك في العديد من الأفلام المتميزة، منها أفلام إسماعيل ياسين، ولكن لفت إليه الأنظار لعدة مشاهد تمثل واقع الحياة، منها أهل القمة والعذراء والشعر الأبيض ، وفتوة الناس الغلابة والنمر الأسود وعلى باب الوزير والمتسول، ويارب ولد، وغريب في بيتي وخمسة باب، ولكن شيئًا ما يبقى وخللي بالك من عقلك وأجراس الخطر، وعنتر شايل سيفه، وغيرهم من الأعمال المميزة.

## أعماله
مثل العديد من الأفلام والبرامج التلفزيونية والمسلسلات منها؛
- 1989 : ليس لعصابتنا فرع آخر
- 1986 : أجراس الخطر
- 1986 : حب فوق السحاب
- 1985 : الجريح
- 1985 : الحلال يكسب
- 1985 : الفول صديقي
- 1985 : القط أصله أسد
- 1985: المجنونة
- 1985 : إنقاذ ما يمكن إنقاذه
- 1985: خرج ولم يعد
- 1985 : لن يغيب القمر
- 1984 : إثنين على الهوا
- 1984 : الثعلب والعنب
- 1984 : الحريف
- 1984 : الطيب أفندي
- 1984 : المحظوظ
- 1984 : المشاغبون في الجيش
- 1984 : النمر الأسود
- 1984 : بيت القاضي
- 1984 : فتوة الناس الغلابة
- 1984 : كلاب الحراسة
- 1984 : لك يوم يا بيه
- 1984 : ولكن شيئا ما يبقى
- 1984 : يارب ولد
- 1983 : الجواز للجدعان
- 1983 : الراجل اللي باع الشمس
- 1983 : العذراء والشعر الأبيض
- 1983 : المتسول
- 1983 : خمسة باب
- 1983 : عنتر شايل سيفه
- 1982 : الأقدار الدامية
- 1982 : الثأر
- 1982 : الخبز المر
- 1982 : دعوة خاصة جداً
- 1982 : رحلة الشقاء والحب
- 1982 : سواق الأتوبيس
- 1982 : على باب الوزير
- 1982 : غريب في بيتي
- 1982 : فتوة الجبل
- 1982 : فطوطة - فوازير
- 1982 : ٤-٢-٤
- 1981 :أهل القمة
- 1981 : بياضة
- 1981 : خلف أسوار الجامعة
- 1981 : مرسي فوق مرسي تحت
- 1980 : الباطنية
- 1980 : حبيبي دائمًا
- 1980: درب الفنانين
- 1980 : رجل فقد عقله
- 1980 : شعبان تحت الصفر
- 1980 : شفاه لا تعرف الكذب
- 1980 : لست شيطانا ولا ملاكا
- 1979 : احنا بتوع الأتوبيس
- 1979 : أقوى من الأيام
- 1979 : الرقص على أنغام البارود
- 1979 : خلي بالك من جيرانك
- 1979 : عاصفة من الدموع
- 1979 : لا تبكي يا حبيب العمر
- 1978 : أسياد وعبيد
- 1978 : البعض يذهب للمأذون مرتين
- 1978 : رجب فوق صفيح ساخن
- 1978 : سلطانة الطرب
- 1978 : شقة وعروسة يارب
- 1978 : شهادة مجنون
- 1978 : وداعاً للعذاب
- 1977 : الأزواج الشياطين
- 1977 : الدموع في عيون ضاحكة
- 1977 : السقا مات
- 1977 : العذاب امرأة
- 1977 : المرايات
- 1977 : أونكل زيزو حبيبي
- 1977 : سونيا والمجنون
- 1977 : من أجل الحياة
- 1976 : أزواج طائشون
- 1976 : الحساب يا مدموازيل
- 1976 : العش الهادئ
- 1976 : المذنبون
- 1976 : المزيكا في خطر
- 1976 : حكمتك يارب
- 1976 : سنه أولى حب
- 1976 : عالم عيال عيال
- 1975 : أريد حلاً
- 1975 : الضحايا
- 1975 : الكداب
- 1975 : الكرنك
- 1975 : الكل عاوز يحب
- 1975 : سؤال في الحب
- 1975 : شاطئ العنف
- 1975 : صائد النساء
- 1975 : مين يقدر على عزيزة
- 1975 : يا رب توبة
- 1975 : يوم الأحد الدامي
- 1974 : إمبراطورية المعلم
- 1974 : قاع المدينة
- 1973 : حمام الملاطيلي
- 1973 : كلمة شرف
- 1973 : مدينة الصمت
- 1972 : إمتثال
- 1971 : الحب المحرم
- 1971 : عشاق الحياة
- 1970 : دلال المصرية
- 1970 : زوجة لخمسة رجال
- 1970 : نحن لا نزرع الشوك
- 1969 : أنا ومراتي والجو
- 1969 : شيء من الخوف
- 1969 : يوميات نائب في الأرياف
- 1968 : البوسطجي
- 1968 : القضية 68
- 1968 : أنا الدكتور
- 1968 : حب وخيانة
- 1968 : نفوس حائرة
- 1968 : من ركاب التاكسي ٢
- 1967 : أخطر رجل في العالم
- 1967 : الدخيل
- 1967 : الزوجة الثانية
- 1967 : غازية من سنباط
- 1966 : اجازة بالعافية
- 1965 : الرجل المجهول
- 1965 : المشاغب
- 1965 : حب للجميع
- 1965 : طريد الفردوس
- 1964 : أول حب
- 1964 : شباب وحب ومرح
- 1963 : حياة عازب
- 1963 : زقاق المدق
- 1963 : لا وقت للحب
- 1962 : سر الغائب
- 1961 : عاشور قلب الأسد
- 1945 : القلب له واحد[10]

### المسلسلات
- 1960 : وفاء
- 1960 : أدركني يا دكتور
- 1976 : فرصة العمر
- 1975 : أرض النفاق
- 1976 : الهاربان
- 1977 : عودة الروح
- 1977 : حكاية عريس وعروسة
- 1978 : كيف تخسر مليون جنيه
- 1978 : رجل عاش مرتين
- 1978 : أفواه وأرانب
- 1978 : أنا مش أنا
- 1979 : نفوس معذبة
- 1979 : رجال في الغروب
- 1979 : صرخة بريء
- 1979 : الوليمة
- 1979 : إلاّ الدمعة الحزينة
- 1979 : الأيام
- 1980 : عيون
- 1980 : الدنيا الجديدة
- 1980 : زقاق المدق
- 1981 : سباق الثعالب
- 1982 : وقال البحر
- 1983 : فطوطة
- 1982 : أديب
- 1983 : صاحب الجلالة الحب
- 1984 : سيدة الفندق
- 1984 : عصفور في القفص
- 1984 : ألف ليلة وليلة

### المسرحيات
- 1960 : خصوصي جدا
- 1960 : فتاة الغلاف
- 1974 : من أجل حفنة نساء
- 1976 : المتزوجون
- 1980 : فخ السعادة الزوجية
- 1981 : أهلا يا دكتور